# Bergweißling
Der Bergweißling (Pieris bryoniae) ist ein Schmetterling (Tagfalter) aus der Familie der Weißlinge (Pieridae).

## Merkmale

### Falter
Die Falter gehören mit einer Flügelspannweite von 40 bis 50 Millimetern zu den mittelgroßen Tagfaltern. Die Männchen zeigen auf der weißen Grundfärbung dunkel hervortretende Adern. Entlang des Vorderflügelaußenrandes ist eine schmale, grauschwarze Linie erkennbar. Der Apikalfleck ist meist verwischt oder nicht vorhanden. Insbesondere auf den Hinterflügeln laufen die Adern am Rand oftmals in Form von kleinen, schwärzlichen Dreiecken aus. Weibliche Falter zeichnen sich durch eine gelbgraue oder graubraune Tönung der Vorder- und Hinterflügel sowie deutlich verdunkelte Adern aus. Die Hinterflügelunterseite weist eine graugrüne Überstäubung der Adern auf.

### Raupe
Erwachsene Raupen sind blass grün gefärbt und lassen kleine, behaarte Punktwarzen sowie schwarze, gelb umrandete Stigmen erkennen.

## Ähnliche Arten
- Großer Kohlweißling, Pieris brassicae (Linnaeus, 1758)
- Kleiner Kohlweißling, Pieris rapae (Linnaeus, 1758)
- Karstweißling, Pieris mannii (Mayer, 1851)
- Pieris ergane (Geyer, [1828])
- Krüpers Weißling, Pieris krueperi Staudinger, 1860
- Der Rapsweißling, Pieris napi (Linnaeus, 1758), ist bei den männlichen Faltern vom Bergweißling nur von Spezialisten sicher zu unterscheiden, da sie ein nahezu identisches Aussehen zeigen. Die dunkel getönten bryoniae-Weibchen sind dagegen leichter von den helleren napi-♀ zu unterscheiden.[1]

## Vorkommen und Lebensraum
Die Art kommt in den Alpen, der Fatra, der Hohen Tatra, den Karpaten, Teilen der Türkei, dem Kaukasus, dem Tian Shan und dem Altai vor. Die Höhenverbreitung umfasst Lagen zwischen 800 und 2700 Metern. Typischer Lebensraum sind bergige Wiesen und blumenreiche Bachränder. In Regionen, in denen sich das Fluggebiet von napi und bryoniae überlappt, kann es zur Bildung von Hybriden napi x bryoniae kommen. Diese werden dann wegen des mitvererbten Wanderverhaltens von napi gelegentlich selbst außerhalb des eigentlichen Vorkommensgebietes angetroffen. Diese Hybridfalter sind jedoch in der Regel nicht fortpflanzungsfähig.

## Lebensweise
Die Falter fliegen in den meisten Vorkommensgebieten in einer Generation von Mai bis September, nur gelegentlich können auch weitere Generationen auftreten. Zu den Futterpflanzen der Raupen gehören verschiedene Kreuzblütengewächse (Brassicaceae), beispielsweise Glatt-Brillenschötchen (Biscutella laevigata) oder Ausdauerndes Silberblatt (Lunaria rediviva). Die Art überwintert als Puppe.

## Systematik
Bedingt durch das große Verbreitungsgebiet werden derzeit bis zu 17 Unterarten unterschieden
- Pieris bryoniae bryoniae (Hübner, 1806), die Nominatunterart
- Pieris bryoniae turcica Eitschberger of Hesselbarth, 1977, Türkei[6], Armenien[7], Georgien[8]
- Pieris bryoniae bryonides Sheljuzhko, 1910, Tian Shan, Dsungarischer Alatau, Altai, Sajangebirge[7]
- Pieris bryoniae schintlmeisteri Eitschberger, 1983, Republik Sacha (Jakutien)[7]
- Pieris bryoniae kamtschadalis Röber, 1907, Kamtschatka[7]
- Pieris bryoniae sheljuzhkoi Eitschberger, [1984], Tschuktschen-Halbinsel (Russland)[7]
- Pieris bryoniae caucasica  Verity, 1908, Kaukasus[7]
- Pieris bryoniae wolfsbergeri Eitschberger, 1984, Italien[7]
- Pieris bryoniae marani Moucha, 1956, Westkarpathen, Ostslowakei, Ungarn (Bükk-Gebirge)[8], Südpolen[9]
- Pieris bryoniae lorkovici Eitschberger, 1984, Südwestliche Dolomiten, Karnische bis Slowenische Alpen[8]
- Pieris bryoniae debrosi Eitschberger, 1986, französischer und westschweizerischer Jura[8]
- Pieris bryoniae flavescens Müller, 1933, nordöstlicher Alpenrand[8]
- Pieris bryoniae vihorlatensis Moucha, 1956, Vihorlat-Gebirge[8]
- Pieris bryoniae carpathensis Moucha, 1956, Ostkarpathen[8]
- Pieris bryoniae goergneri Eitschberger, 1986, südöstliche Türkei[8]
- Pieris bryoniae sifanica Grum-Grshimailo, 1895, Amdo (Tibet, China)[8]
- Pieris bryoniae vitimensis Verity, 1911, Irkutsk[8]

Außerdem wurden noch eine Reihe von formae beschrieben.

## Gefährdung
Der Bergweißling kommt in Deutschland nur in den bayerischen Alpen vor, kann dort lokal durchaus zahlreich auftreten und wird deshalb auf der Roten Liste gefährdeter Arten für dieses Gebiet als nicht gefährdet eingestuft.